# Tomáš Bábek
Tomáš Bábek (Brno, 4 de juny de 1987) és un ciclista txec especialista en el ciclisme en pista. El 2016, es va proclamar campió d'Europa de keirin.

## Palmarès en pista
- 2007
  -  Campió de Txèquia en Quilòmetre
- 2008
  -  Campió de Txèquia en Quilòmetre
  -  Campió de Txèquia en Velocitat per equips
- 2016
  -  Campió d'Europa en Keirin
  -  Campió de Txèquia en Velocitat
  -  Campió de Txèquia en Keirin

### Resultats a laCopa del Món
- 2016-2017
  - 1r a la Classificació general i a les proves de Glasgow i Apeldoorn, en Keirin